# Vincent Landel
Pour les articles homonymes, voir Landel.
Ne doit pas être confondu avec Vincent Landel (écrivain).
Vincent Landel est un évêque catholique français, membre de la Congrégation des Prêtres du Sacré-Cœur de Jésus de Bétharram et archevêque émérite de Rabat au Maroc depuis 2017.

## Biographie
Vincent Landel est né le 25 août 1941 à Meknès au Maroc. Il réalise une licence en mathématique, physique et chimie à la Sorbonne et aux séminaires de Jérusalem et de Bordeaux.
Il est ordonné prêtre le 29 juin 1969 pour la congrégation des Prêtres du Sacré-Cœur de Jésus de Bétharram (S.C.J.) autrement appelés les Bétharramites. Il dirige alors le collège Charles-de-Foucauld à Casablanca de 1969 à 1982.
Il est provincial de sa congrégation en France, puis assistant général à Rome pendant six ans.

### Direction du collège Notre-Dame de Bétharram
Vincent Landel devient directeur de l'institution Notre-Dame de Bétharram en France à partir de 1993.
Françoise Gullung, enseignante de mathématiques entre 1994 et 1996, revient en 2024 sur l'affaire de Behr ayant eu lieu dans l'établissement. Elle signale avoir subi des pressions et des menaces de mutation de la part du directeur de l'époque, le père Vincent Landel. L'enseignante précise que « le poids des élites locales, politiques, administratives et religieuses a joué dans l'omerta autour de Bétharram ». Il quitte l'établissement à la suite d'une seconde affaire, l'affaire Pierre Silviet-Carricart.
Nommé par Jean-Paul II, archevêque coadjuteur de Rabat au Maroc le 3 décembre 1999, il est consacré le 26 février 2000. Succédant à Hubert Michon, il devient archevêque de Rabat le 5 mai 2001. Il est par ailleurs président de la Conférence épiscopale régionale du Nord de l'Afrique.
Le 9 septembre 2014, il est nommé par le pape François, Père synodal pour la troisième assemblée générale extraordinaire du synode des évêques sur la famille qui se déroula du 5 au 19 octobre, en qualité de président de la Conférence épiscopale régionale du nord de l'Afrique.
Le 29 décembre 2017, le pape François accepte sa démission pour raison d'âge. Il nomme le même jour son successeur, le salésien espagnol Cristóbal López Romero.